# Brunon de Vignory
Brunon de Vignory ou Wandalger de Vignory (né vers 1030, † en 1082), est un religieux français du milieu et de la fin du XIe siècle, issu de la maison de Vignory, qui fut abbé de l'abbaye de Montier-en-Der de 1049 jusqu'à sa mort en 1082.

## Biographie
Il est le fils de Roger de Vignory, seigneur de Vignory, et de sa première épouse Mathilde, dont le nom de famille inconnu.
Son prénom est d'abord Wandalger, mais le pape Léon IX, en lui accordant le titre d'abbé de Montier-en-Der vers 1050 à Saint-Jean-de-Latran, lui donne également le prénom de Brunon, que lui-même portait quand il était évêque de Toul.
C'est sous son gouvernement que le convent de femmes de Puellemontier devient habité par des moines, avec l'accord de Fromond, évêque de Troyes.
Il appelle à l'arbitrage de Roger III, évêque de  Châlons car Geoffroy Ier, sire de Joinville, s'est emparé de l'église de Wassy. Excommunié, Geoffroy est obligé de céder. L'évêque de  Châlons fait ensuite don à l'abbaye de Hauteville, Saint-Louvent, Perthes, Arzillères, Saint-Genet, Gourzon...
Plus tard, Odon, abbé de Saint-Germain d'Auxerre, et Guillaume Ier, comte de Nevers, envahissent des propriétés que saint Berchaire avait léguées à l'abbaye, et Brunon doit en appeler au pape Léon IX qui charge Hugues, évêque de Nevers, de menacer Odon et Guillaume d'excommunication s'ils ne rendent pas les biens qu'ils ont pris. Ces derniers sont finalement obligés de céder mais Brunon laisse ces biens à l'abbaye Saint-Germain d'Auxerre moyennant un cens annuel.
Brunon était réputé pour sa bonté et sa piété. Il persuade Hugues, seigneur de Beaufort, connu pour sa cruauté et sa violence, de faire amende honorable et de demander pardon pour ses crimes. Ce dernier fondera ensuite une chapelle et un prieuré dans son château de Beaufort, puis demandera par la suite à être inhumé dans l'abbaye de Montier-en-Der.
Brunon partagea une grande amitié avec le roi Philippe Ier et reçu plusieurs grâces de sa part. En 1059, il assista au couronnement de ce roi à Reims.
Brunon était aussi lié d'amitié avec Thibault Ier, comte de Champagne et avoué de l'abbaye. Ce dernier visita plusieurs fois l'abbaye en compagnie de son épouse Adélaïde de Valois et lui fit plusieurs dons, dont une exemption de taxe sur des vins, parfois au détriment des seigneurs avoisinants. Gautier de Brienne voulut reprendre par la force ce qui lui était dû, ce qui nécessita l'intervention du comte Thibault Ier et l'anathème prononcé contre ce seigneur en 1082 lors du concile de Meaux pour qu'il accepte de déposer les armes.
Vers la fin de sa vie, il fait mettre par écrit l'histoire de l'abbaye de Montier-en-Der par l'un de ses moines qui n'a pas souhaité se faire connaître par crainte que son nom ne fut entaché de la honte de l'avoir si mal écrite.